# 紐埃國旗
紐埃國旗自1975年開始使用。紐埃國旗左上部分為英國國旗，但在英國國旗內增加了五顆黃色五角星（其中四顆小的五角星代表的是太平洋上空的南十字座，中間藍色圓盤上的大五角星代表的是被太平洋環抱的紐埃）。其余部分為黃色，代表的是照耀紐埃的明媚陽光以及紐埃與紐西蘭之間的溫暖和友誼。